# Prueba de Dickey-Fuller
La Prueba de Dickey-Fuller busca determinar la existencia o no de raíces unitarias en una serie de tiempo. La hipótesis nula de esta prueba es que existe una raíz unitaria en la serie.

## Fundamento Econométrico de la Prueba
En un simple modelo auto regresivo de orden (1):
{\displaystyle y_{t}=\rho y_{t-1}+u_{t}\,}
donde yt es la variable de interés, t es el índice de tiempo, ρ es un coeficiente, y ut es el término de error. La raíz unitaria está presente si ρ = 1. En este caso, el modelo no sería estacionario.
El modelo de regresión puede ser escrito como:
{\displaystyle \nabla y_{t}=(\rho -1)y_{t-1}+u_{t}=\delta y_{t-1}+u_{t}\,}
Donde ∇ es el  operador de primera diferencia. Este modelo puede ser estimado y las pruebas para una raíz unitaria son equivalentes a pruebas δ = 0 (donde δ = ρ - 1). Dado que la prueba se realiza con los datos residuales en lugar de los datos en bruto, no es posible utilizar una distribución estándar para proporcionar valores críticos. Por lo tanto, esta estadística tiene una determinada distribución conocida simplemente como la tabla de Dickey-Fuller.

## Variantes según tipo de raíz unitaria
Hay tres versiones principales de la prueba:
1. Prueba de raíz unitaria:
{\displaystyle \nabla y_{t}=\delta y_{t-1}+u_{t}\,}
2. Prueba de raíz unitaria con la deriva:
{\displaystyle \nabla y_{t}=a_{0}+\delta y_{t-1}+u_{t}\,}
3. Prueba de raíz unitaria con deriva y tendencia temporal determinista:
{\displaystyle \nabla y_{t}=a_{0}+a_{1}t+\delta y_{t-1}+u_{t}\,}

## Discusión sobre las variantes de la prueba
Cada versión de la prueba tiene su propio valor crítico que depende del tamaño de la muestra. En cada caso, la hipótesis nula es que hay una raíz unitaria, δ = 0. Las pruebas tienen un bajo poder estadístico en el que a menudo no es posible distinguir entre los procesos de raíz unitaria verdaderos (δ = 0) y los procesos de raíz unitaria cerca (δ es cercano a cero). Esto se conoce como el problema de "observación de cerca de equivalencia".
La intuición detrás de la prueba es el siguiente. Si la serie y es estacionaria (o tendencia estacionaria), entonces tiene una tendencia a volver a una constante (o determinista de tendencias). Por lo tanto los valores grandes tenderán a ser seguido por los valores más pequeños (cambios negativos), y valores pequeños de los valores más grandes (cambios positivos). En consecuencia, el nivel de la serie será un predictor significativo de cambio del período siguiente y tendrá un coeficiente negativo. Si, por otro lado, la serie está integrada, a continuación, los cambios positivos y negativos ocurrirán con probabilidades que no dependen del nivel actual de la serie; en un paseo aleatorio, donde se encuentra ahora, no afecta el camino al que se irá después.
Es notable que: 
{\displaystyle \nabla y_{t}=a_{0}+u_{t}\,}
puede ser reescrito como:
{\displaystyle y_{t}=y_{0}+\sum _{i=1}^{t}u_{i}+a_{0}t}
con una tendencia determinista procedente de {\displaystyle a_{0}t} y un término de intersección estocástico procedente de {\displaystyle y_{0}+\sum _{i=1}^{t}u_{i}}, dando como resultado lo que se conoce como una tendencia estocástica.
Hay también una extensión de la prueba de Dickey-Fuller (DF) llamado el test de Dickey-Fuller aumentado (ADF), que elimina todos los efectos estructurales (auto-correlación) en la serie de tiempo y luego las pruebas con el mismo procedimiento.

## Discusión: Tiempo e Intercepto en la Prueba.
Decidir cuál de las tres versiones principales de la prueba debe ser usado no es un tema menor. Esta es importante para el tamaño de la prueba de raíz unitaria (la probabilidad de rechazar la hipótesis nula de raíz unitaria cuando hay uno) y la potencia de la prueba de raíz unitaria (la probabilidad de rechazar la hipótesis nula de raíz unitaria cuando no hay uno). 
Cabe precisar que la exclusión inadecuada del término de "tendencia temporal al interceptar", o "determinista", conduce a un sesgo en la estimación del coeficiente de δ, a lo que el tamaño real de la prueba de raíz unitaria no coincidiría con lo reportado. Si el término de tendencia en el tiempo se excluye de forma inadecuada con el a_0 plazo estimado, la potencia de la prueba de raíz unitaria se puede reducir sustancialmente como una tendencia, se puede capturar a través del paseo aleatorio con deriva del modelo. Por otro lado, la inclusión inadecuada de la interceptación o el tiempo de término de tendencia reduce el poder de la prueba de raíz unitaria, ya que a veces ese ahorro de energía puede ser sustancial.
El conocimiento previo sobre si el intercepto y la tendencia temporal determinista deben ser incluidas, es por supuesto, lo ideal, pero no siempre es posible. Cuando tal conocimiento previo no está disponible, se han sugerido varias estrategias de experimentación (serie de pruebas ordenadas). Por ejemplo, Dolado, Jenkinson y Sosvilla-Rivero (1990) y por Enders (2004), a menudo con la extensión ADF para eliminar auto-correlación. 
Al respecto, Elder y Kennedy (2001) presentan una estrategia de ensayo simple que evita pruebas dobles y triples para la raíz unitaria que puede ocurrir con otras estrategias de ensayo y describe cómo utilizar el conocimiento previo de la existencia o no de crecimiento a largo plazo (o contracción) en y. Hacker y Hatemi-J (2010) proporcionan resultados de la simulación en la materia, incluyendo las simulaciones de Enders (2004) y las estrategias de prueba de raíz unitaria de Elder y Kennedy (2001). Los resultados de la simulación se presentan en Hacker (2010) que indican que el uso de un criterio de información tales como el criterio de información de Schwarz puede ser útil en la determinación de raíz unitaria y el estado de tendencia dentro de un marco de Dickey-Fuller.

## Software
En Stata el test se produce con la función dfgls.
En Eviews el test se produce con el comando uroot